# Muurkokermot
De muurkokermot (Coleophora striatipennella) is een vlinder uit de familie kokermotten (Coleophoridae). De wetenschappelijke naam is voor het eerst geldig gepubliceerd in 1848 door Nylander in Tengstrom.
De soort komt voor in Europa.